# Алексеевский (Ишимбайский район)
Алексе́евский — упразднённый в 1979 году посёлок Петровского сельсовета Ишимбайского района БАССР.
По данным справочника 1972 года проживали русские.

## География
Расположена северо-западнее вдхр. Нугушское по координатам 53°09'N 56°25'E

### Географическое положение
Расстояние, по данным справочников по АТД Башкирии 1969 и 1972 годов, до:
- районного центра (Ишимбай): 23 км,
- центра сельсовета (Петровское): 8 км,
- ближайшей ж/д станции (Стерлитамак): 25 км.

## История
Указ Президиума ВС Башкирской АССР от 29.09.1979 N 6-2/312 «Об исключении некоторых населенных пунктов из учётных данных по административно-территориальному делению Башкирской АССР» гласил:

Президиум Верховного Совета Башкирской АССР постановляет: 

В связи с перечислением жителей и фактическим прекращением существования исключить из учётных данных по административно-территориальному делению Башкирской АССР следующие населенные пункты:
по Ишимбайскому району
д. Улькар Ахмеровского сельсовета
х. Тохтары Верхоторского сельсовета
п. Алексеевский Петровского сельсовета

д. Красноникольское Янурусовского сельсовета— http://bashkortostan.news-city.info/docs/sistemao/dok_keqimi.htm

## Население
По данным справочника 1969 года проживали русские, 113 человек.